# Société du chemin de fer de Braine-le-Comte à Courtrai
La Société du chemin de fer de Braine-le-Comte à Courtrai, est une société anonyme belge fondée en 1863 pour reprendre la concession du chemin de fer du même nom.

## Histoire
Le 11 novembre 1863, un arrêté royal approuve la création de la « Société anonyme du chemin de fer de Braine-le-Comte à Courtrai » suivant l'acte passé devant notaire le 4 novembre. Suivant ses statuts ; premier article, cette société a pour « objet l'exécution et l'exploitation d'un chemin de fer de Braine-le-Comte à Courtrai, tel qu'il a été concédé à MM. Calmels et Riche frères par M. le ministre des travaux publics du gouvernement belge (...) cette concession comprend le droit de parcours moyennant indemnité de Braine-le-Comte à Enghien, que cette portion du chemin a été mise par le gouvernement à la charge du concessionnaire du chemin de fer de Braine-le-Comte à Gand, et que MM. Calmels et Riche frères sont tenus de construire la section d'Enghien à Courtrai, et de fournir le matériel pour l'exploitation de la ligne entière. » : cinquième article : le nom de la société est « Société du chemin de fer de Braine-le-Comte à Courtrai » ; sixième article : son siège est fixé à Bruxelles.
En 1869, la Société met en service la première section de sa ligne de Braine-le-Comte à Courtrai, entre les gares de Courtrai et de Renaix.